# Terje Langli
Terje Bjarte Langli, född 3 februari 1965 i Steinkjer, är en norsk före detta längdskidåkare.
Langli tävlade i världscupen mellan 1987 och 1996 där det totalt blev fyra pallplaceringar varav två segrar. 
Langlis storhetsperiod var åren 1991 till 1993 då han vann tre VM-guld och ett OS-guld. Vid VM 1991 i Val di Fiemme var Langli med i det stafettlag som tog guld. Dessutom vann Langli 10 km. Vid OS 1992 i Albertville vann Langli guld i stafett och blev trea individuellt på 30 km. Vid VM i Falun var Langli för tredje gången med i det norska stafettlaget och tog för tredje gången guld. 
Langli var även med vid VM 1995 men där blev hans största framgång en 22:a plats på 30 km. 